# Alraune (1930)
Alraune ist ein deutscher Spielfilm aus dem Jahr 1930 von Richard Oswald mit Brigitte Helm in einer Doppelrolle (auch Titelrolle) und Albert Bassermann als ihr gewissenloser Schöpfer. Es ist die erste Tonfilmfassung der 1911 erschienenen Schauergeschichte Alraune. Die Geschichte eines lebenden Wesens von Hanns Heinz Ewers.

## Handlung
Die Geschichte beginnt mit einem feuchtfröhlichen Beisammensein von Korpsstudenten einer Universitätsstadt. Dort lehrt auch Geheimrat ten Brinken, der, mit wenigen Skrupeln behaftet, Forschungen im Bereich der künstlichen Insemination betreibt. Um seine ethisch fragwürdigen Experimente durchführen zu können, lässt er sich auch auf Händel ein, die zwar äußerst zweifelhaft sind, ihm aber das für die Forschungen benötigte Geld einbringen. So „organisiert“ er für den stolzen Betrag von einer Million ein Kind, das er dem Fürsten Wolkonski, dessen Frau einen sehnlichen Kinderwunsch hegt, überlässt. An ten Brinkens Geburtstag hat sich eine Gruppe von Studenten bei ihm versammelt. Zu ihr gehört auch der junge Frank Braun, seines Zeichens ten Brinkens Neffe. Als bei der Feier eine kleine Alraunewurzel von der Wand fällt, erläutert der Professor seinen anlässlich seines Geburtstages anwesenden Studiosi die Bedeutung dieser Pflanze, deren Wirkung schon seit dem Mittelalter ein Mythos ist. Braun schwadroniert vor seinem Onkel im Labor bedeutungsschwanger von der Paarung von Mensch und Erde (Mutter Natur), ahnt aber nicht, dass ten Brinken längst Versuche unternimmt, genau diese Kreuzung durchzuführen.
Der Professor hat die Prostituierte Alma dazu überredet, sich mit dem Sperma eines hingerichteten Mörders befruchten zu lassen. Alma bringt ein Kind zur Welt, das ihr als Erwachsene verblüffend ähnlich sehen wird und passenderweise den Namen Alraune erhält. Alraune wächst als ten Brinkens „Nichte“ in einer Mädchenpension und in seinem Hause auf. Doch die erbbiologische Kreuzung, aus der Alraune entsprungen ist, birgt nur Schlechtes. Von dem Mädchen geht eine verderbliche Kraft aus, und sie wird ein verruchter „männermordender“ Vamp, der die an ihren Lippen hängenden Verehrer eiskalt ins Verderben zieht. Viele fallen dem Liebeswahn anheim, und auch der alte ten Brinken kann sich eines Tages nicht mehr ihrer Sirenenhaftigkeit entziehen. Macht Alraune die Kerle erst einmal verrückt (nach ihr), dann stößt sie diese umso erbarmungsloser wieder fort, wenn ihr danach ist. Es zeigt sich, dass Alraune keinerlei Gefühle besitzt; sie ist kalt und unbarmherzig. Wolfgang Petersen, der jugendlich-schwärmerische Sohn von ten Brinkens Assistenten Dr. Petersen, wird ebenso ein Opfer Alraunes – er ertränkt sich im fürstlichen Schlossteich – wie auch ten Brinken selbst, der final an seinem eigenen Genexperiment zugrunde geht.
Erst Frank Braun, der nach längerer Zeit der Abwesenheit aus Afrika, wo er als Farmer gelebt hatte, wieder heimgekehrt ist, kann den Fluch brechen: Erstmals spürt Alraune so etwas wie Liebe für ein menschliches Wesen. Bald nimmt das Drama seinen Lauf: Dr. Petersen wirft Alraune vor, für den Tod seines Sohnes verantwortlich zu sein. Die Polizei verhaftet ihn wegen der verbrecherischen Genexperimente. Ten Brinken selbst wird telefonisch vorgewarnt und will sich rechtzeitig absetzen. Er fleht Alraune an, ihn auf seiner Flucht zu begleiten, doch sie stößt ihn nur weg. Dann taucht die Polizei auch bei dem Geheimrat auf, um diesen festzunehmen. Ten Brinken macht sein Testament, überlässt sein Erbe Alraune und ernennt Frank Braun zu ihrem Vormund. Dann erschießt er sich. Fürstin Wolkonski, die auf einmal dringend dasjenige Geld benötigt, das ten Brinken für seine Experimente verbraucht hat, geht zu Alraune, um es zurückzuverlangen. Die aber kann oder will ihr nicht weiterhelfen, woraufhin die Fürstin ihr alles über ten Brinkens Menschenversuche erzählt; auch dass sie, Alraune, aus diesen Experimenten hervorging. Nachlassverwalter Rechtsanwalt Manasse überlässt Alraune die Aufzeichnungen ten Brinkens, sodass diese aus erster Hand alles über ihre wahre Herkunft erfährt. Geschockt geht Alraune daraufhin ins Wasser, um Frank nicht ebenfalls ins Verderben zu stürzen, und bringt sich um.

## Produktionsnotizen und Wissenswertes
Richard Oswalds von Ende September bis Ende Oktober 1930 im Ufa-Atelier in Neubabelsberg entstandene frühe Tonfilmversion lief am 2. Dezember 1930 im Berliner Gloria-Palast an.
Die Bauten wurden von Franz Schroedter, Hans Sohnle und Otto Erdmann entworfen und umgesetzt. Die musikalische Leitung hatte Felix Günther. Helmuth Schreiber war Aufnahmeleiter.
Die Faszination dieses Filmstoffs liegt in der Vorwegnahme der künstlichen Befruchtung.

## Musiktitel
Die Liedtexte schrieben Fritz Rotter und Charlie Roellinghoff.
Gespielt wurden zur Musik von Bronislau Kaper:
- Alles wegen einem kleinen Mädel (Studentenlied)
- Komm, küß mich noch mal
- Müde…
- Nur Tango, nur Tango
- Wenn mich Männer betrügen, gesungen von Brigitte Helm

Die Titel erschienen im Alrobi-Musikverlag, Berlin.

## Weitere Verfilmungen
- Alraune, Ungarn 1918, Regie: Mihaly Kertész
- Alraune, Deutschland 1928, Regie: Henrik Galeen
- Alraune, Deutschland 1952, Regie: Arthur Maria Rabenalt

## Kritiken
„[…] Gewiß, selbst Oswalds schwache Alraune steht noch turmhoch über der dritten Fassung der Alraune, 1952, von Arthur Maria Rabenalt.“

„Das Interessanteste an dem neuen Alraune-Film ist, daß die gleiche Schauspielerin uns jetzt eine ganz neue Alraune zeigt – eine nicht in Lust, sondern in unbewußter, beinahe unschuldiger Schicksalgetriebenheit verhängnisvoll Böses wirkende. Ein an und für sich sehr richtiges Gefühl, diese Initiative zu einer Umformung der Figuren, zu einer Neutralisierung und Romantisierung des in seiner nie echt gewesenen Dämonie heute wohl nicht mehr erträglichen Stoffes. Wenn dieser Versuch im Teil die gewünschte Wirkung erreicht, so ist es starken, vom Schauspieler ausgehenden Wirkungen zu danken. Daß es bei Teilwirkungen bleiben muß, liegt in der Art der Dialogführung, in der Konstruiertheit der Spielszene, der Überladung mit an sich oft interessanten Episoden. Hat sich bei Galeen eigentlich nur ein Teil des Romangeschehens breit ausgespielt, so wirkt hier die Dehnung schwerer, weil durch das Wort, durch viele Worte und durch eine die Einzelszene nicht komprimierende Regie das Aufnahmevermögen des Publikums sehr belastet. Die Neuschaffung der Atmosphäre wird von den Drehbuchautoren (Roellinghoff und Weißbach) nicht bewältigt.“

„Man hat Brigitte Helm, um eine Rolle für den Star zu finden, das Nächstliegende angepaßt: den deutschen Superlativ des Gefährlich-Blonden, die patentierte Kino-Erotik noch einmal als Ewerssche „Alraune“ in Bewegung zu setzen. (…) Dem großen Brigitten-Kreis legt sich der Star in allen schimmernden Posen der Verführung vor die Kamera, mit Unschuldsmienen der Siebenzehnjährigen dazwischen, zeigt Fleischeslust, soweit das Gesetz es gestattet, macht die größten Undinenaugen, die heute die Leinwand beleben, tanzt und singt, daß nicht nur ihrem Onkel gruselgraust. Helm als Dirne, als Büßerin schließlich, Dämon im Todesauto, Unschuld am Wiesenrand, in Tag- und Nachtgewändern, mit und ohne Schleppen, angezogen, ausgezogen, mal Garbo, mal Marlene – wenn aber der Photograph Günther Krampf sie richtig faßt, setzt sich das Original durch, heute – mit allen ihren Fehlern die Frau auf der Leinwand, die Publikum anlockt, aufregt, begeistert. Unbestritten ihr optischer Reiz. Auch diesmal. Wer schult ihre Sprache weiter? .Der Regisseur dieses Films nicht. Oswald ist ein Hinsteller wies trifft, kein Fortführer, kein Talenterweiterer hier.“

„Mit seiner Tonfilm-Version gelingt Oswald und seinen Autoren damit die grundsätzliche Neuprofilierung eines Stoffes, der bereits 1918 von Mihály Kertész und 1928 von Henrik Galeen verfilmt worden war. Im Unterschied zu den Stummfilm-Versionen interpretiert Oswald die Geschichte vom Wurzelwesen Alraune, das auf Betreiben eines gewissenlosen Wissenschaftlers aus der künstlichen Befruchtung einer Dirne mit dem Samen eines hingerichteten Mörders gezeugt wird, mit weit mehr Gespür für die Nuancen der psychologischen Verstrickung. Rationalen Wissenschafts- und irrationalen Aberglauben gegeneinander auszubalancieren, darin bestand für Oswald der Kern des dramaturgischen und inszenatorischen Kalküls.“